# Solidificación y segregación fuera de equilibrio (en aleaciones)
La segregación fuera de equilibrio sucede cuando hay una distribución no uniforme de un metal en otro provocada por cambios de temperatura repentinos durante el cambio de fase.
Este fenómeno sucede cuando hay enfriamientos bruscos en una aleación a alta temperatura, ocasionando que la difusión de un metal en otro no sea uniforme, generando una segregación sin equilibrio durante la transición de su estado líquido a sólido. Dependiendo la rapidez de enfriamiento, el porcentaje de difusión de un metal en otro puede verse afectada durante el cambio de fase, obteniendo un rendimiento mayor o menor al estimado en los diagramas de fases.

## Tipos de segregación

### Homogeneización
El tratamiento térmico de homogeneización reduce los efectos de fragilidad y segregación irregular al calentar la pieza debajo de la temperatura por debajo del sólido sin equilibrio, se pueden eliminar las diferencias de distribución en un tiempo relativamente corto.

### Microsegregación
La microsegregación o segregación central, es un fenómeno similar a la segregación sin equilibrio, se genera en distancias pequeñas. Puede ocasionar fragilidad en caliente en el punto de fusión más bajo a temperaturas por debajo del sólido en equilibrio.

### Macrosegregación
Ocurre en distancias grandes abarcando la superficie y la parte central del material, teniendo una mayor concentración de metal difundido en la superficie en comparación a la región central, no es posible tratarse por homogeneización para eliminar la distribución sin equilibrio. Puede ser tratado por trabajo en caliente, reconstruyendo la pieza nuevamente.